# Rasregelsystem
Rasregelsystem (engelska racial rule) är ett begrepp för en social ordning som skapas när det i en nationalstat konstrueras en rasistisk ordning av samhället, utifrån de historiska förutsättningarna som denna rasifieringsprocess utspelas under.

## Rasregelsystem
Konstruktionen kan vara föreställningar uttryckta genom eller i frånvaron av lagar. Raslagarna i USA och rasseparationen i apartheids Sydafrika är två exempel på länder och institutioner med formaliserade rasregelsystem. Även i Nazityskland fanns formaliserade rasregler (se exempelvis Nürnberglagarna) som tillsammans med andra faktorer beredde marken för Förintelsen. De flesta rasregelsystem är dock inte formaliserade i lag utan bygger på värderingar, föreställningar och social rangordning i vardagen.
Genom föreställningar om människans väsensskillnader och oföränderliga olikheter ges tillskrivningar gällande kulturella eller utseendemässiga egenskaper, vilka i sin tur legitimerar en social rangordning mellan människor i samhället. Konstruktionen sker utifrån de rådande värdesystemen, institutioner och vardagspraxis som föreligger i samhället vid den perioden.

## Naturalism och historicism
Naturalism respektive historicism är begrepp inom teorier och perspektiv inom flera forskningsfält som studerar rasismer, segregering och social exkludering och är en av flera processer som skapas av rasrelationer (så kallad rasifiering). Både det naturalistiska och det historicistiska tillvägagångssättet har använts för att skapa rasregelsystem, något som enligt teorierna finns uttryckt i den moderna västerländska nationen.
Den naturalistiska modellens utgångspunkt är att förklara nationell överlägsenhet genom att få konstruerade rasskillnader att låta naturliga eller biologiska. Detta görs via rasbiologiska diskurser om "högre" respektive "lägre stående raser". Bland de stater som räknas till dem som använt denna typ av konstruktion är främst Nazityskland.
Den historicistiska modellens utgångspunkt bygger på en diskurs som framhäver den industriella och teknologiska utvecklingen som symboler för den nationella storheten. I diskursen uttrycks rasismen genom kulturrasistiska termer. Bland de stater som räknas till dem som använt denna typ av konstruktion är främst Storbritannien och Frankrike.

### Staten och rasifiering
David Theo Goldberg med flera använder begreppet rasifiering som enligt perspektivet innebär att raser konstrueras socialt. Sådan rasifiering genomsyrar samhället och finns inbyggt i idén om den västerländska staten. Staterna i Europa har byggt sina respektive rasregelsystem genom primärt två modeller, den historicistiska och den naturalistiska. Båda modellerna anses finnas representerade i samtliga samhällen men en av dem brukar vanligtvis dominera. I Sverige har båda modellerna kombinerats under olika perioder i konstruktionen av den svenska nationella identiteten. Fram till och med slutet av andra världskriget dominerade den naturalistiska modellens metoder för att konstruera rasskillnader, samtidigt som den historicistiska tycks ha funnits närvarande i de diskurser som skapade det nationellt svenska.
Enligt kulturgeografen Irene Molina utgick folkhemsbygget från "rashygienism som strukturerande element för den nationella överlägsenheten som skulle bland annat bevaras genom en medveten befolkningspolitik".